# バグラティ大聖堂
バグラティ大聖堂（バグラティだいせいどう、グルジア語: ბაგრატი; ბაგრატის ტაძარი, Bagratis tadzari）は、11世紀に現在のジョージアのイメレティ地方の古都クタイシに建てられた、ジョージア正教会（グルジア正教会）の生神女就寝祭を記憶する大聖堂である。17世紀にオスマン帝国軍の砲撃で廃墟になったが、ジョージア（グルジア）の中世建築史における傑作として伝えられていた。現存する建物は再建されたものだが、この再建が、一度は世界遺産となったバグラティ大聖堂が、世界遺産リストから除外される理由になった。

## 概要
ジョージアの都市クタイシのランドマークである大聖堂は、Uk’imerioni の丘の頂上に残っている。建造されたのは11世紀初頭のグルジア王のバグラト3世（Bagrat III）の治世下で、バグラティ修道院（バグラトの修道院）の名はそこに由来する。北壁に残る碑文から、床石が横たえられたのは西暦1003年であったことが明らかになっている。
1691年にイメレティ王国（Kingdom of Imereti）に侵攻したオスマン帝国軍の砲撃により、大聖堂は大きく損なわれ、丸屋根や天井も崩落し廃墟となった。
この大聖堂の保存と修復、および建築学上の研究は1952年に始まった。2001年にはジョージア正教会の聖堂に復帰した。現在は奉神礼のための限定的な利用にとどまっているが、巡礼者を惹きつけ観光名所としてクタイシ市のシンボルとなっている。

## 世界遺産
1994年にゲラティ修道院とともに「バグラティ大聖堂とゲラティ修道院」としてユネスコの世界遺産に登録された。登録にあたっては、これらの建造物が中世グルジアの建築水準を例証するものである点が評価された。しかし、以下に述べる理由によって、バグラティ大聖堂は世界遺産リストから除外された。

### 危機遺産
世界遺産としての真正性と完全性を損ねかねない再建計画の存在を理由として、2010年に危機にさらされている世界遺産リストに登録された。世界遺産委員会は計画の即時撤回を求めたが、工事は遂行された。第39回世界遺産委員会（2015年）の審議では、ゲラティ修道院のみの単独登録（つまりバグラティ大聖堂の世界遺産リストからの抹消）は見送られたが、第41回世界遺産委員会（2017年）ではゲラティのみに縮減された。